# IU Возничего
IU Возничего (лат. IU Aurigae), HD 35652 — тройная звезда в созвездии Возничего на расстоянии (вычисленном из значения параллакса) приблизительно 6815 световых лет (около 2089 парсеков) от Солнца. Видимая звёздная величина звезды — от +8,89m до +8,19m.
Пара первого и второго компонентов — двойная затменная переменная звезда типа Беты Лиры (EB). Орбитальный период — около 1,8115 суток.

## Характеристики
Первый компонент — голубая звезда спектрального класса B0p или O9,5V. Масса — около 21,3 солнечных, радиус — около 7,5 солнечных. Эффективная температура — около 32000 К.
Второй компонент — голубая звезда спектрального класса B1Vp или B0,5V. Масса — около 14,4 солнечных, радиус — около 7,2 солнечных. Эффективная температура — около 28100 К.
Третий компонент — голубая звезда спектрального класса B-O. Масса — в среднем около 17,5 солнечных. Орбитальный период — около 335 лет. Возможно, является парой компонентов.